# 坛洛镇
坛洛镇，是中华人民共和国广西壮族自治区南宁市西乡塘区下辖的一个乡镇级行政单位。

## 行政区划
坛洛镇下辖以下地区：
坛洛村、硃湖村、丰平村、东佳村、上中村、中北村、定顿村、群南村、庆林村、圩中村、武康村、那坛村、上正村、下楞村、马伦村、富庶村、三景村、同富村和合志村。